# G7 del 2023

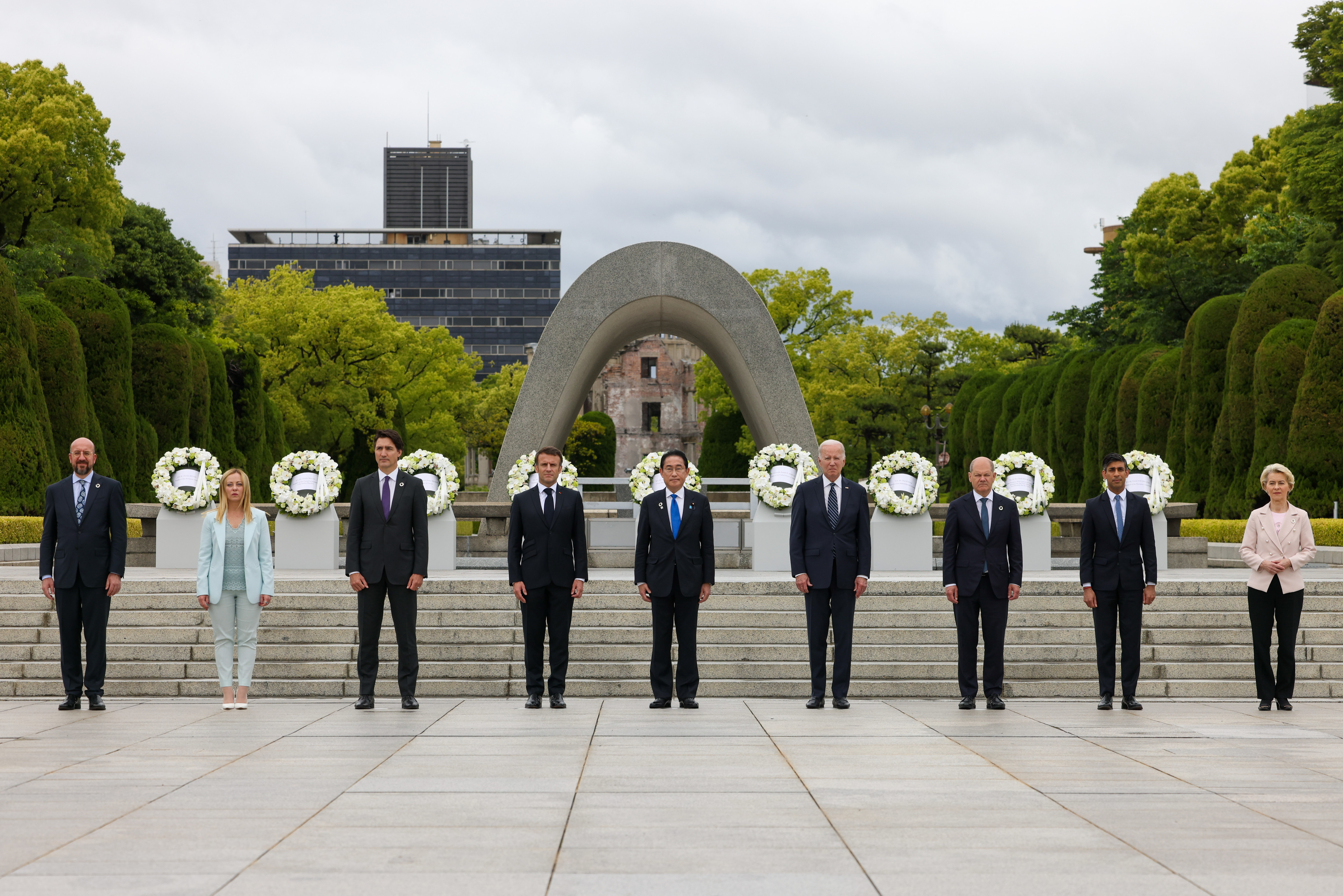

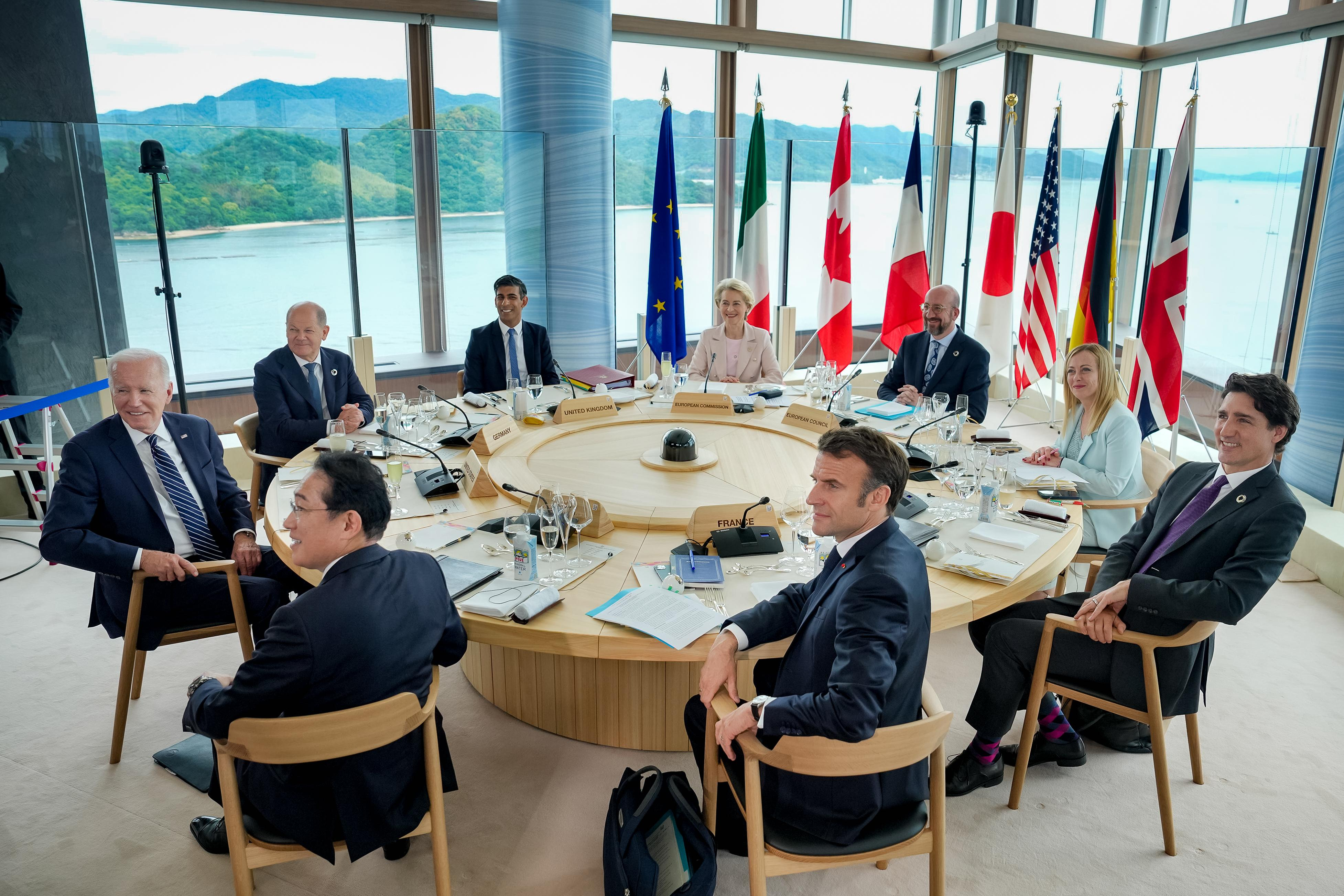

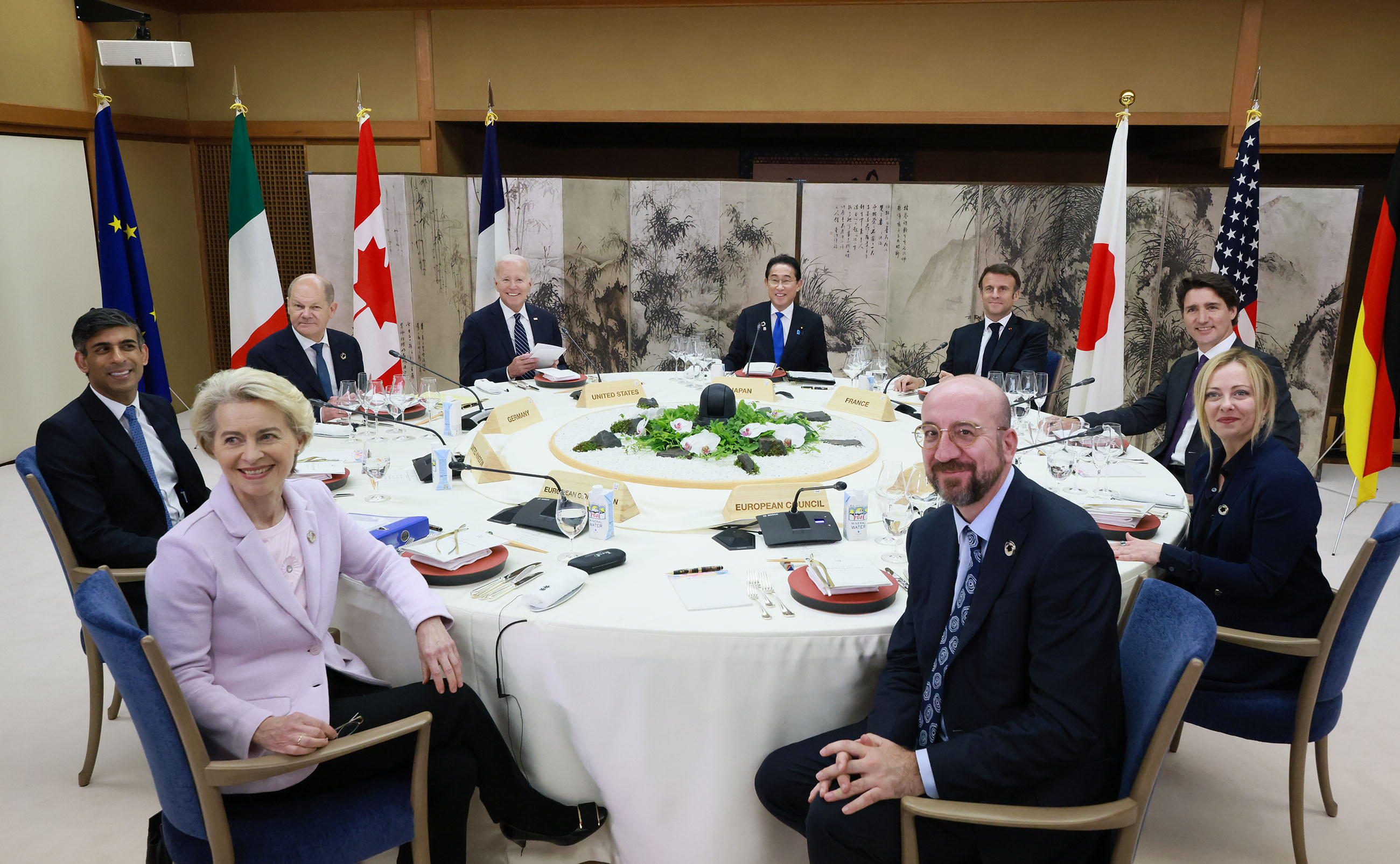

Il 49° vertice del G7 si è svolto dal 19 al 21 maggio 2023 nella città di Hiroshima, in Giappone.
Il vertice è stato presieduto da Fumio Kishida, Primo ministro del Giappone.

## Partecipanti

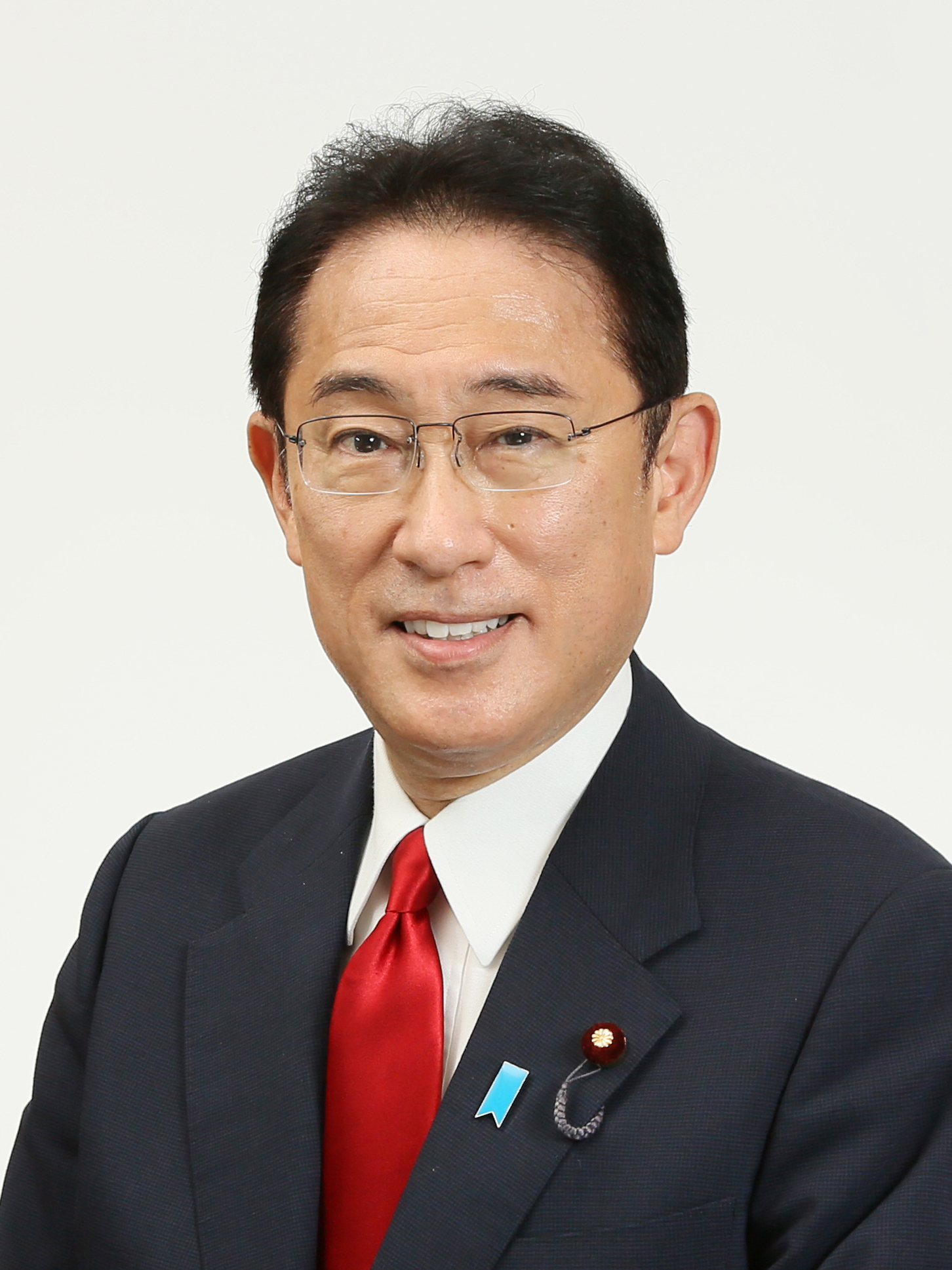
JPN Fumio Kishida, Primo ministro
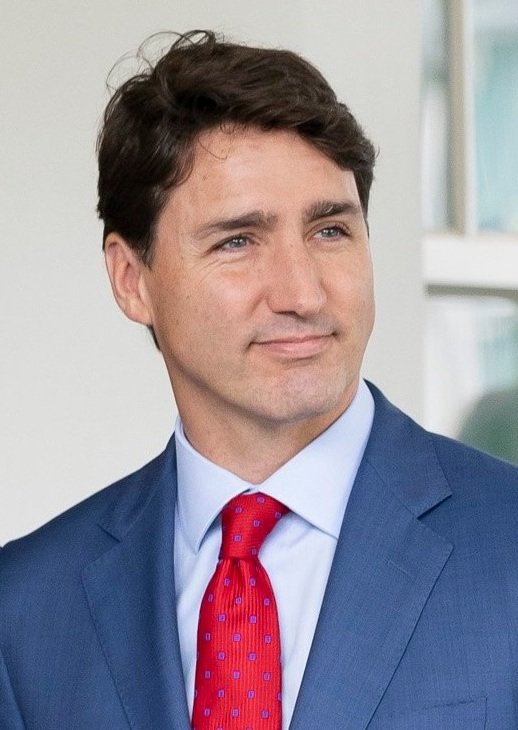
CAN Justin Trudeau, Primo ministro
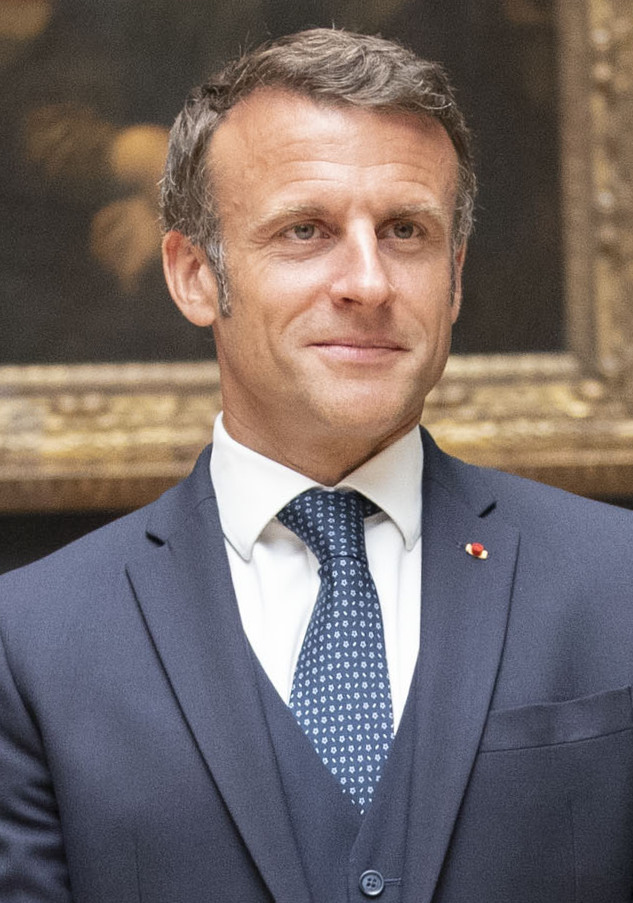
FRA Emmanuel Macron, Presidente
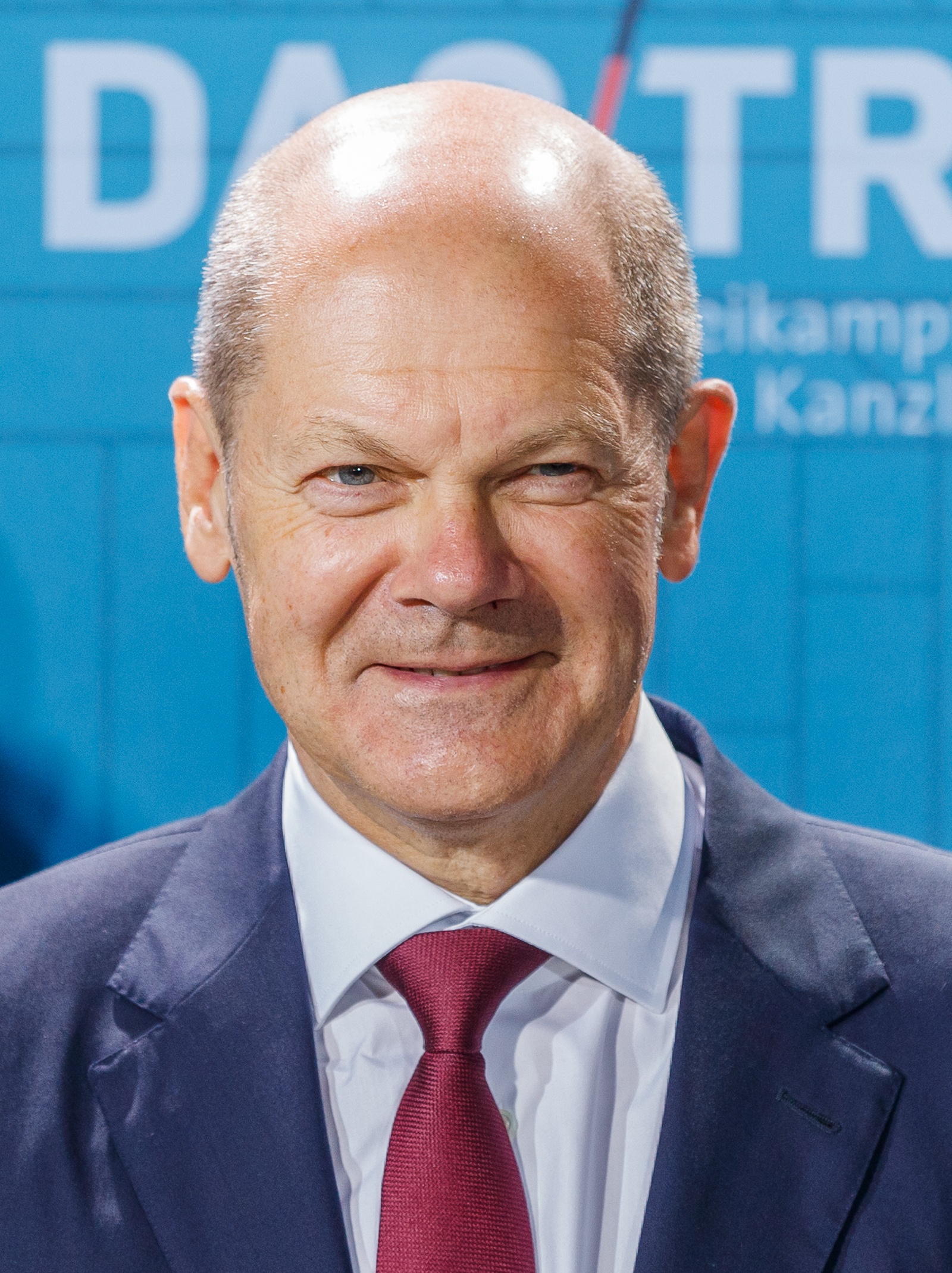
DEU Olaf Scholz, Cancelliere
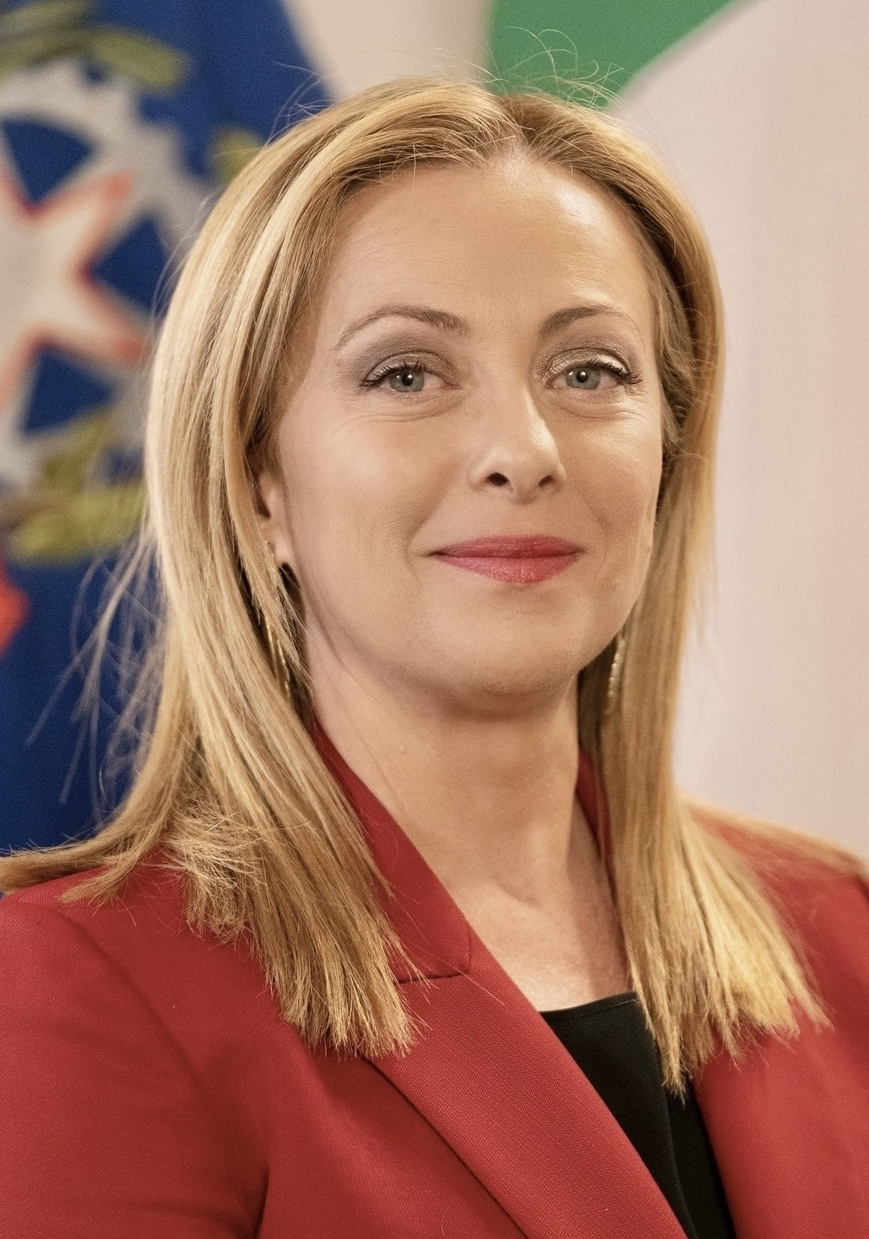
ITA Giorgia Meloni, Presidente del Consiglio
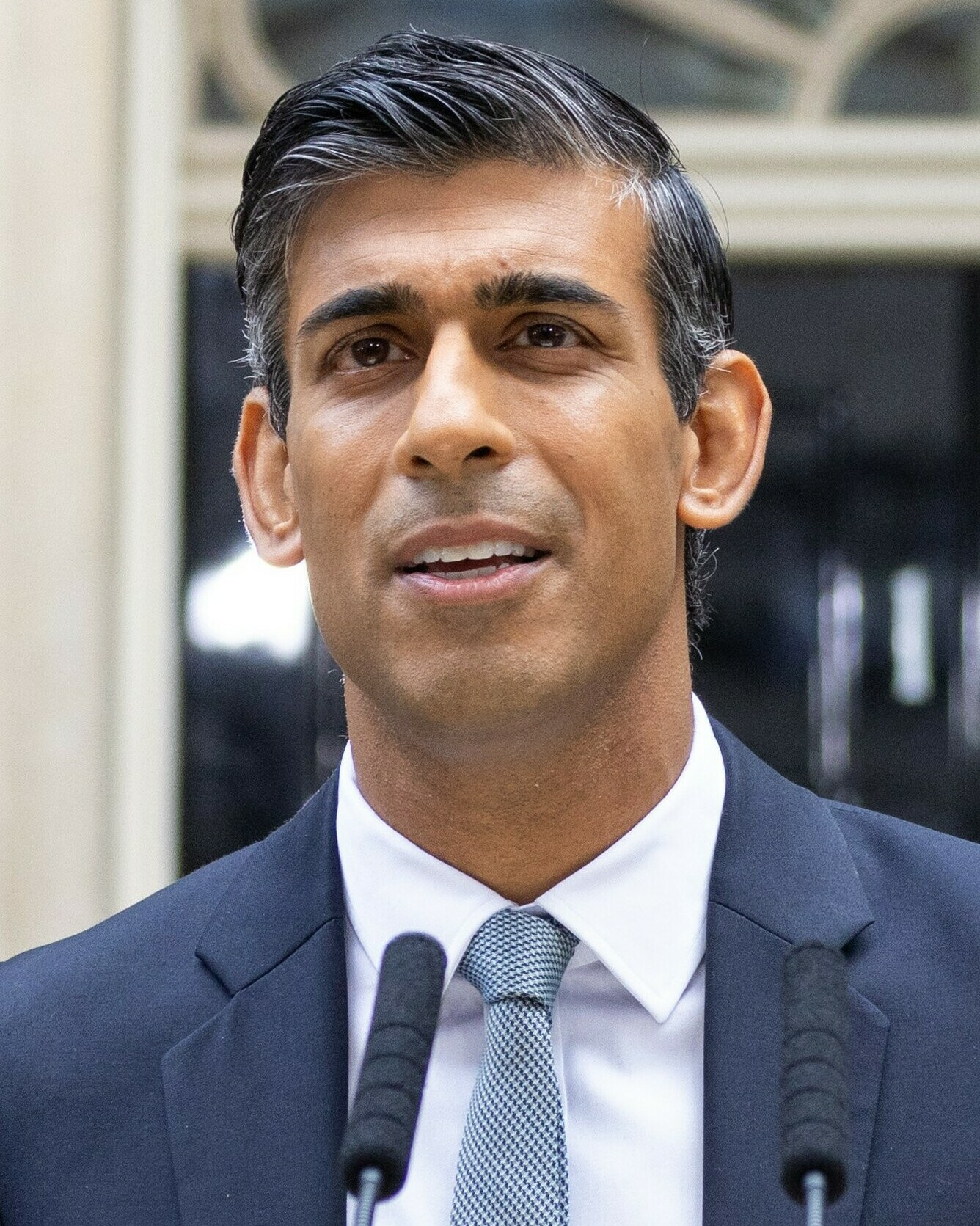
GBR Rishi Sunak, Primo ministro
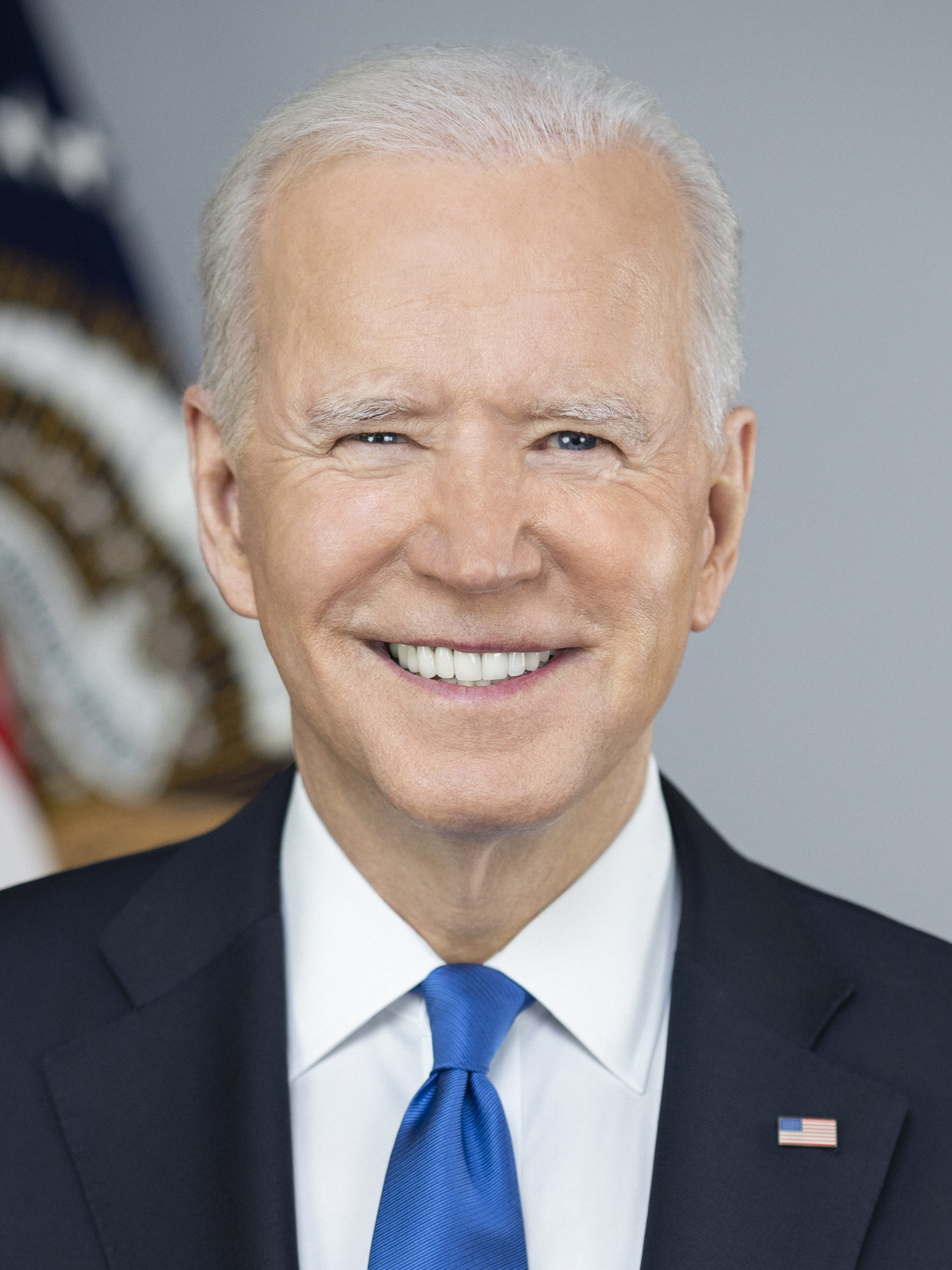
USA Joe Biden, Presidente
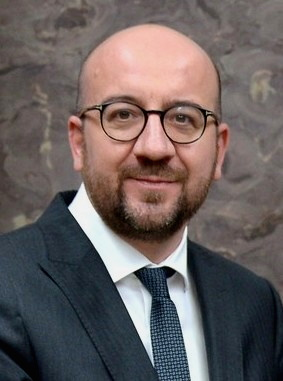
' Charles Michel, Presidente del Consiglio europeo
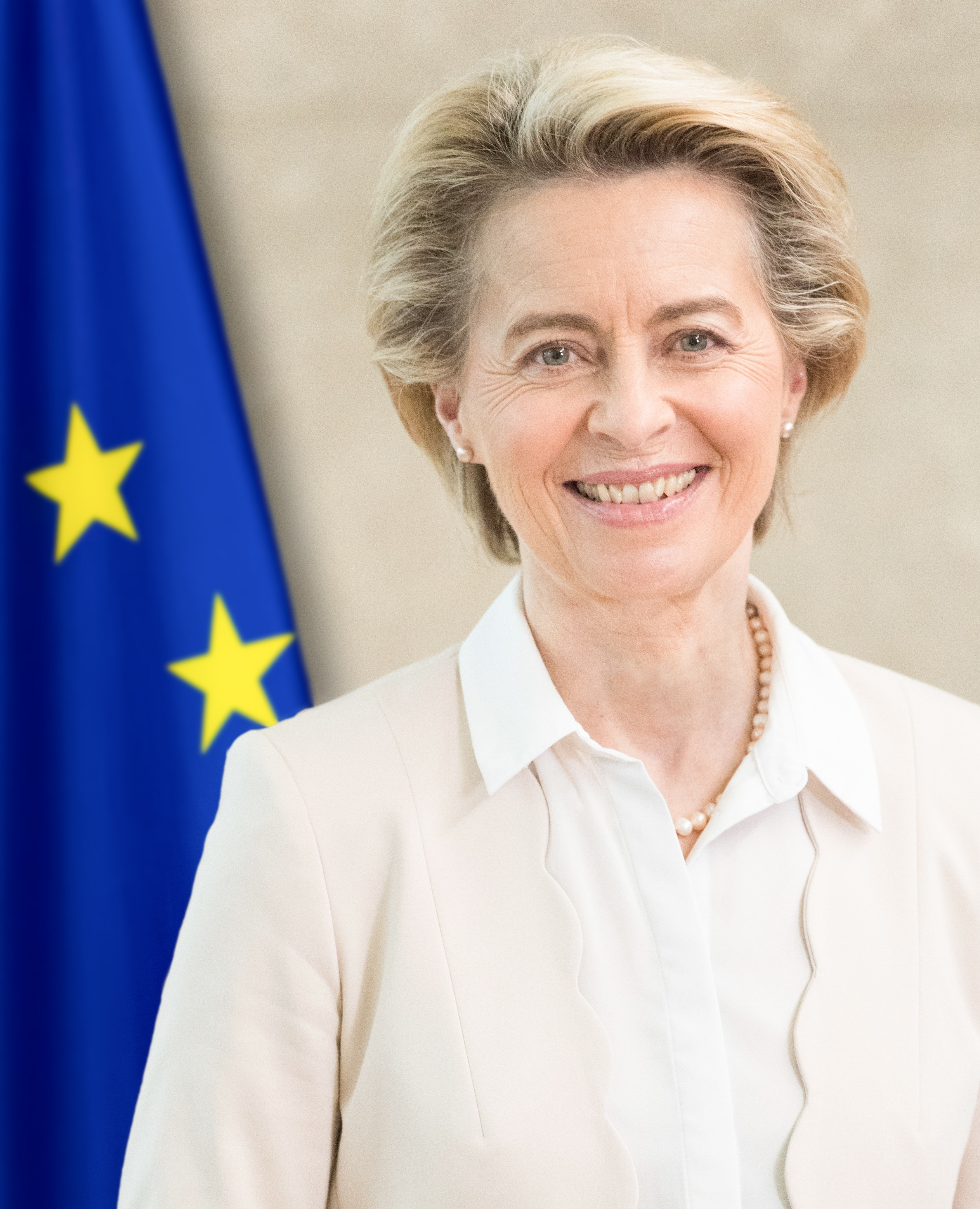
' Ursula von der Leyen, Presidente della Commissione

| I membri del G7 In grassetto lo Stato ospitante | Rappresentato da     | Titolo                               | Vertici precedenti                 |
| ----------------------------------------------- | -------------------- | ------------------------------------ | ---------------------------------- |
| Giappone                                        | Fumio Kishida        | Primo ministro                       | 2022                               |
| Canada                                          | Justin Trudeau       | Primo ministro                       | 2022, 2021, 2019, 2018, 2017, 2016 |
| Francia                                         | Emmanuel Macron      | Presidente                           | 2022, 2021, 2019, 2018, 2017       |
| Germania                                        | Olaf Scholz          | Cancelliere                          | 2022                               |
| Italia                                          | Giorgia Meloni       | Presidente del Consiglio             | prima partecipazione               |
| Regno Unito                                     | Rishi Sunak          | Primo ministro                       | prima partecipazione               |
| Stati Uniti                                     | Joe Biden            | Presidente                           | 2022, 2021                         |
| Unione europea                                  | Ursula von der Leyen | Presidente della Commissione europea | 2022, 2021                         |
| Unione europea                                  | Charles Michel       | Presidente del Consiglio europeo     | 2022, 2021                         |

- Giappone
Fumio Kishida, 
Primo ministro
- Canada
Justin Trudeau,
Primo ministro
- Francia
Emmanuel Macron, 
Presidente
- Germania
 Olaf Scholz,
Cancelliere
- Italia
Giorgia Meloni,
Presidente del Consiglio
- Regno Unito
Rishi Sunak, 
Primo ministro
- Stati Uniti
Joe Biden,
Presidente
- Unione europea
Charles Michel,
 Presidente del Consiglio europeo
- Unione europea
Ursula von der Leyen, Presidente della Commissione

## Ospiti

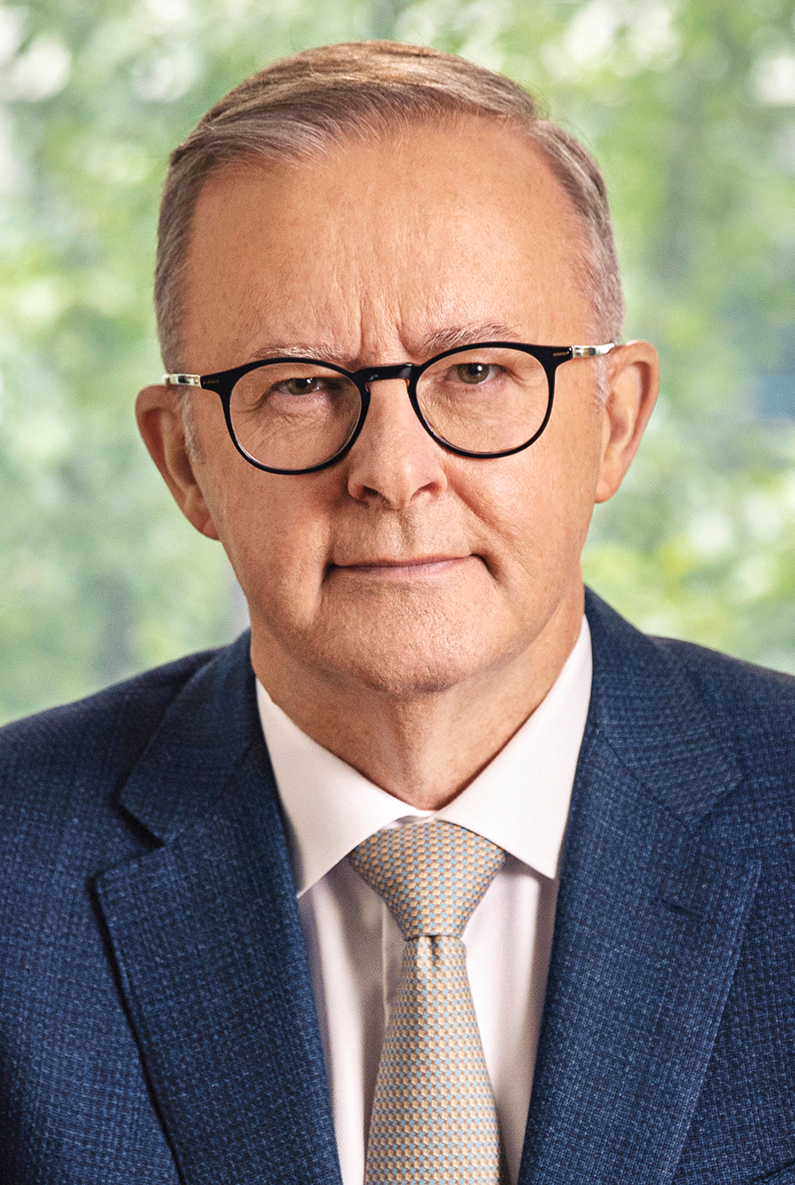
AUS Anthony Albanese, Primo ministro
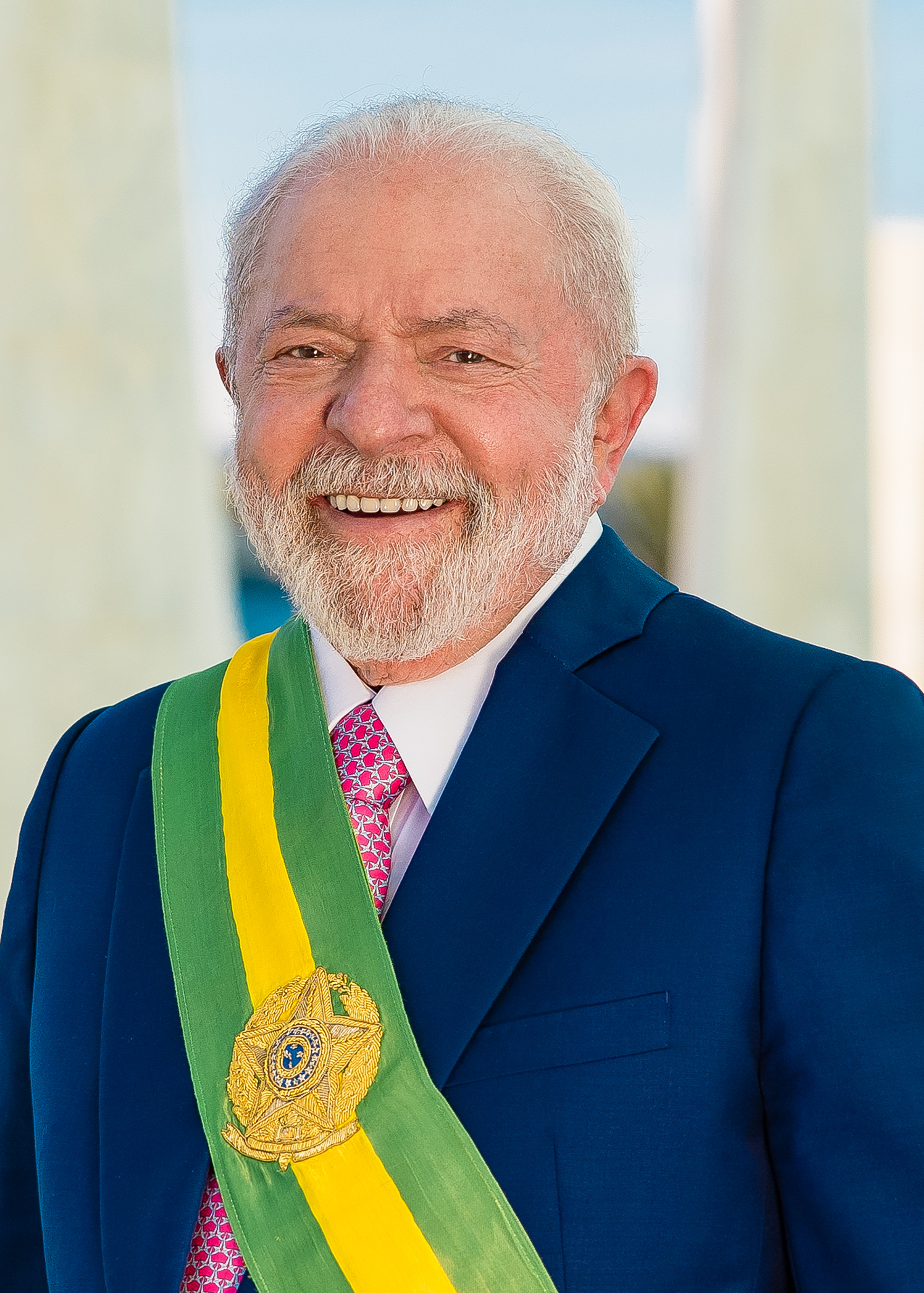
BRA Luiz Inácio Lula da Silva, Presidente
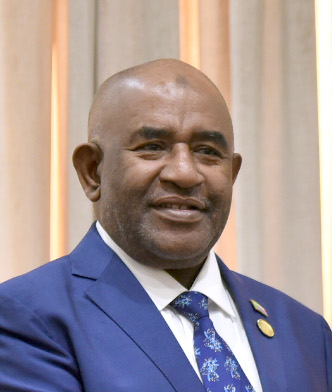
COM Azali Assoumani, Presidente
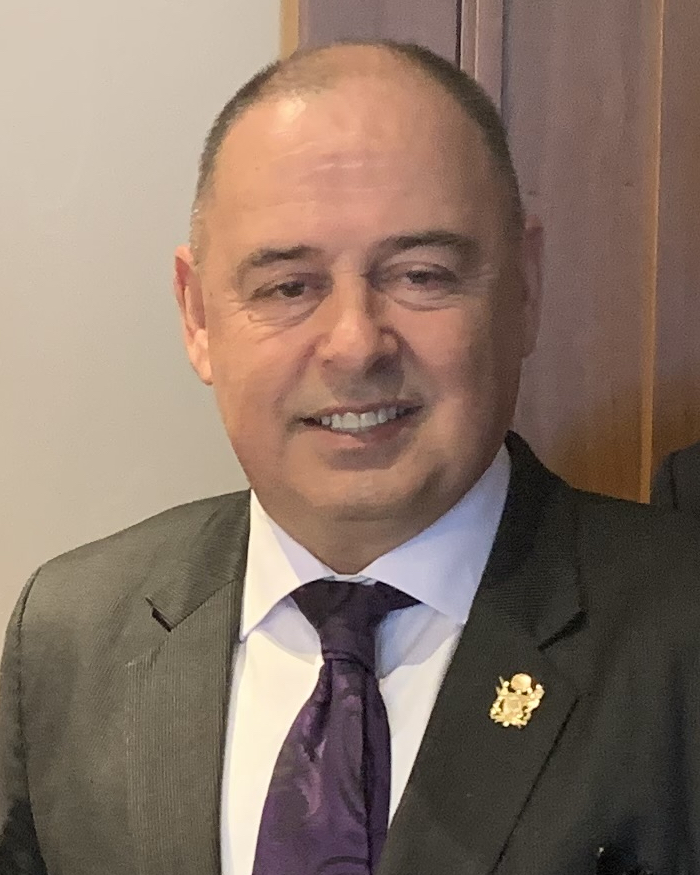
COK Mark Brown, Primo ministro
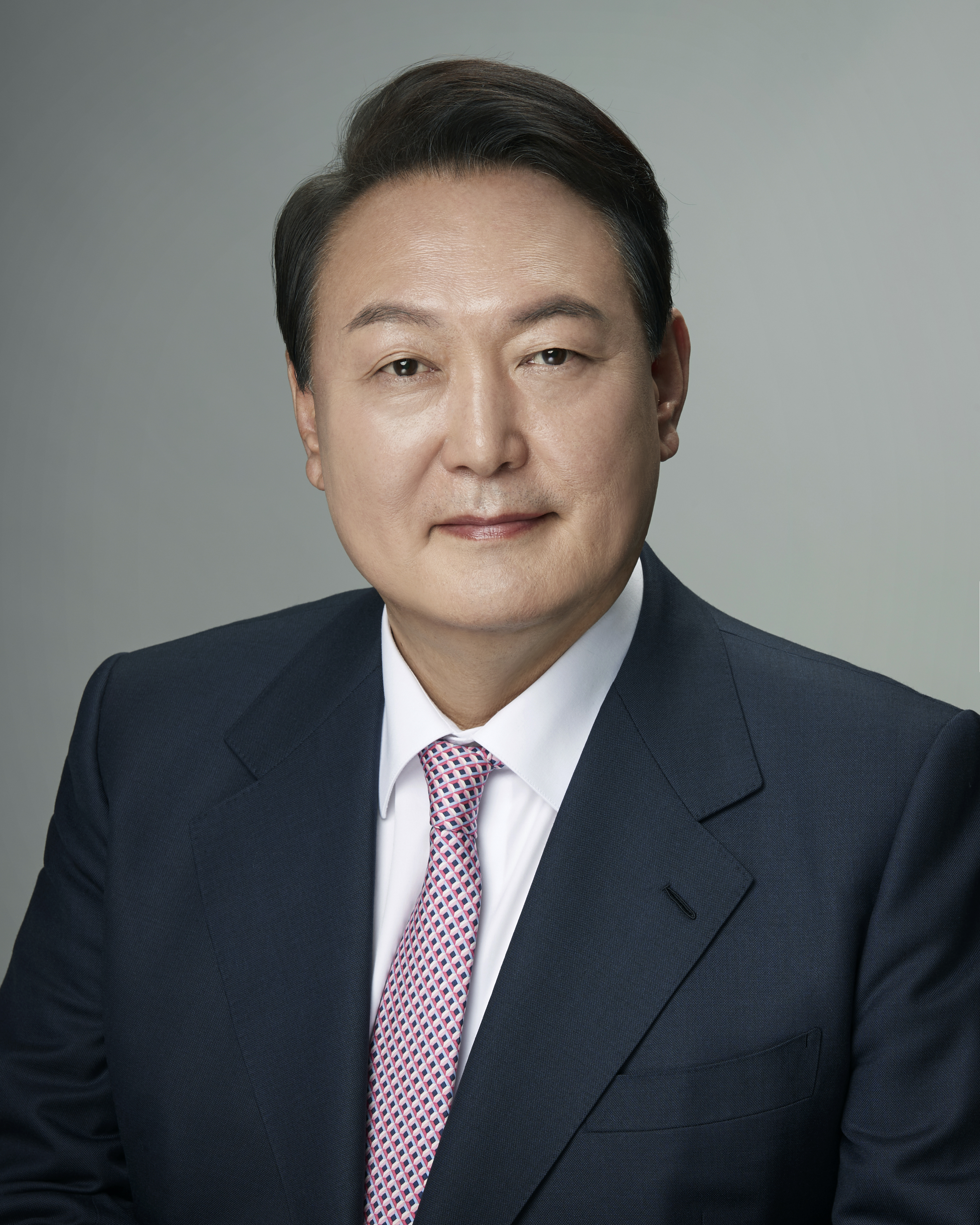
KOR Yoon Suk-yeol, Presidente
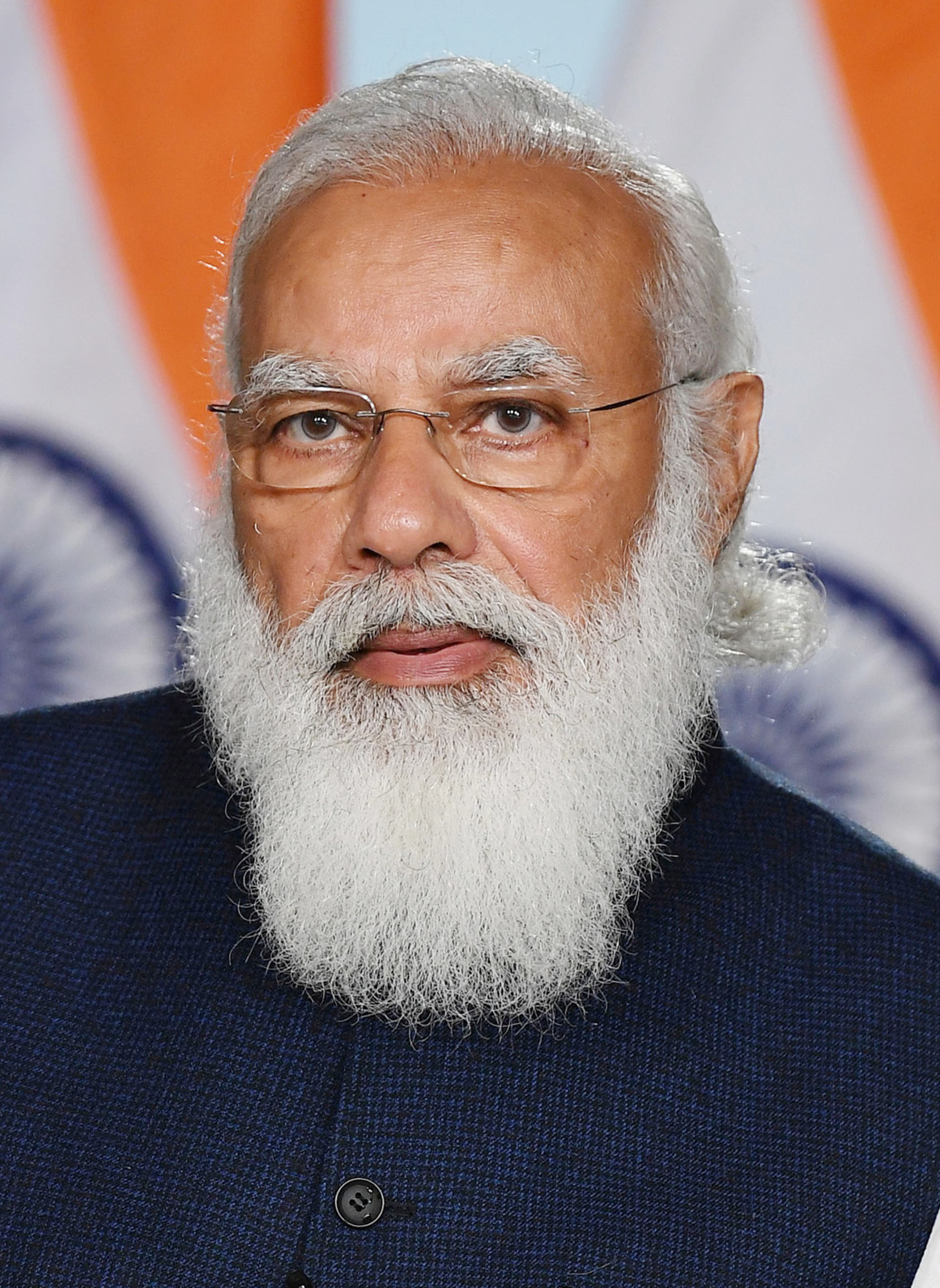
IND Narendra Modi, Primo ministro
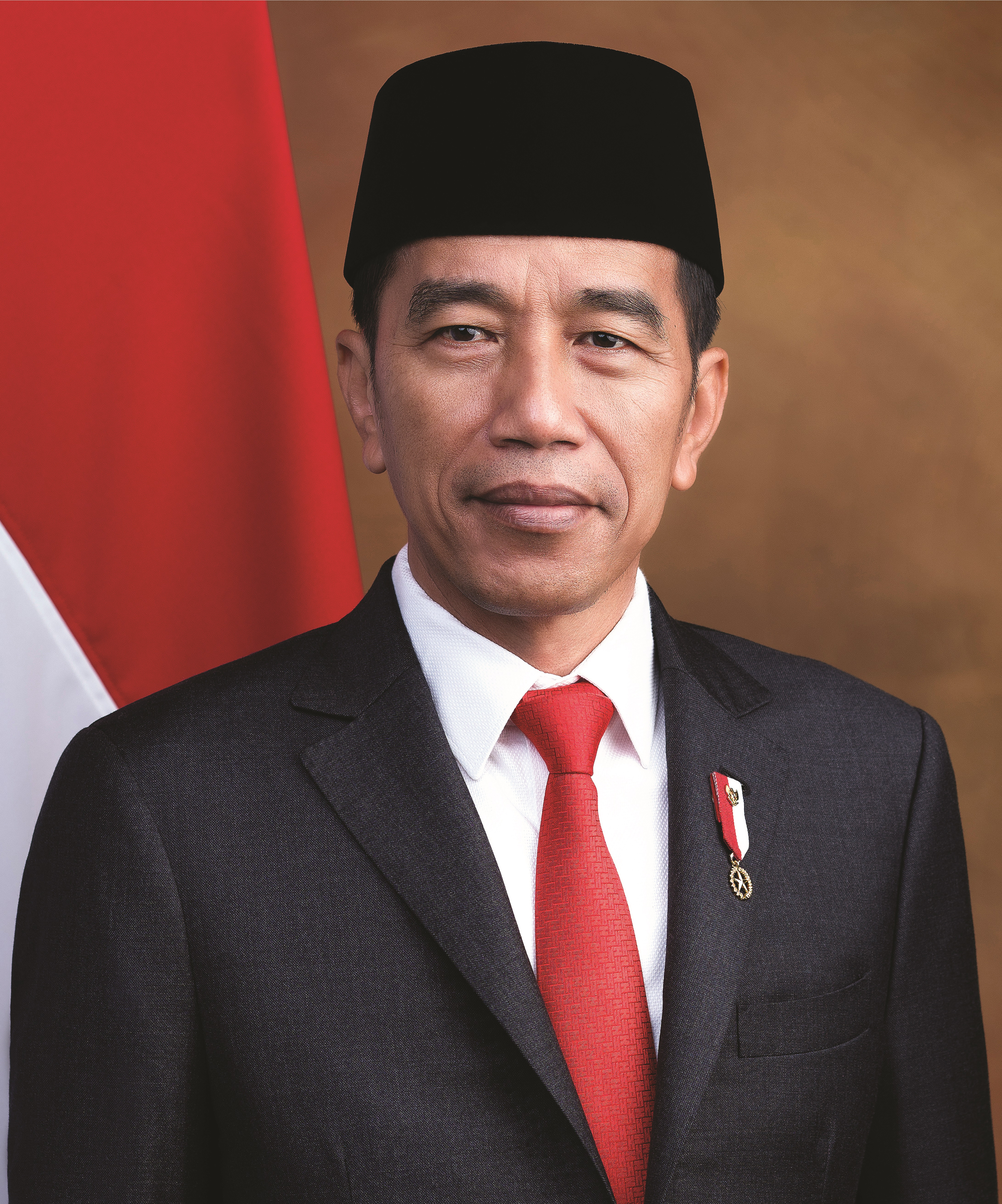
IDN Joko Widodo, Presidente
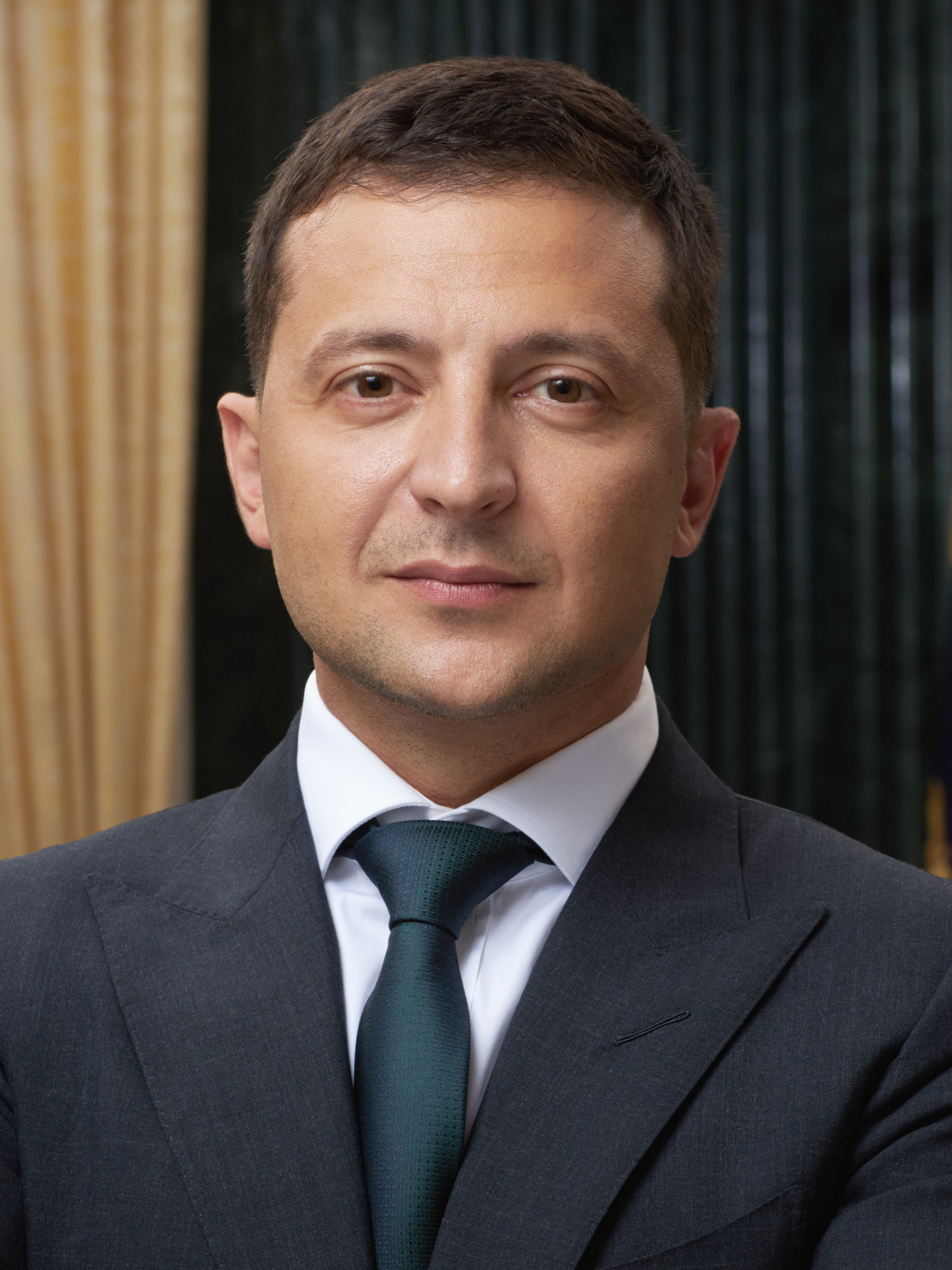
UKR Volodymyr Zelens'kyj, Presidente
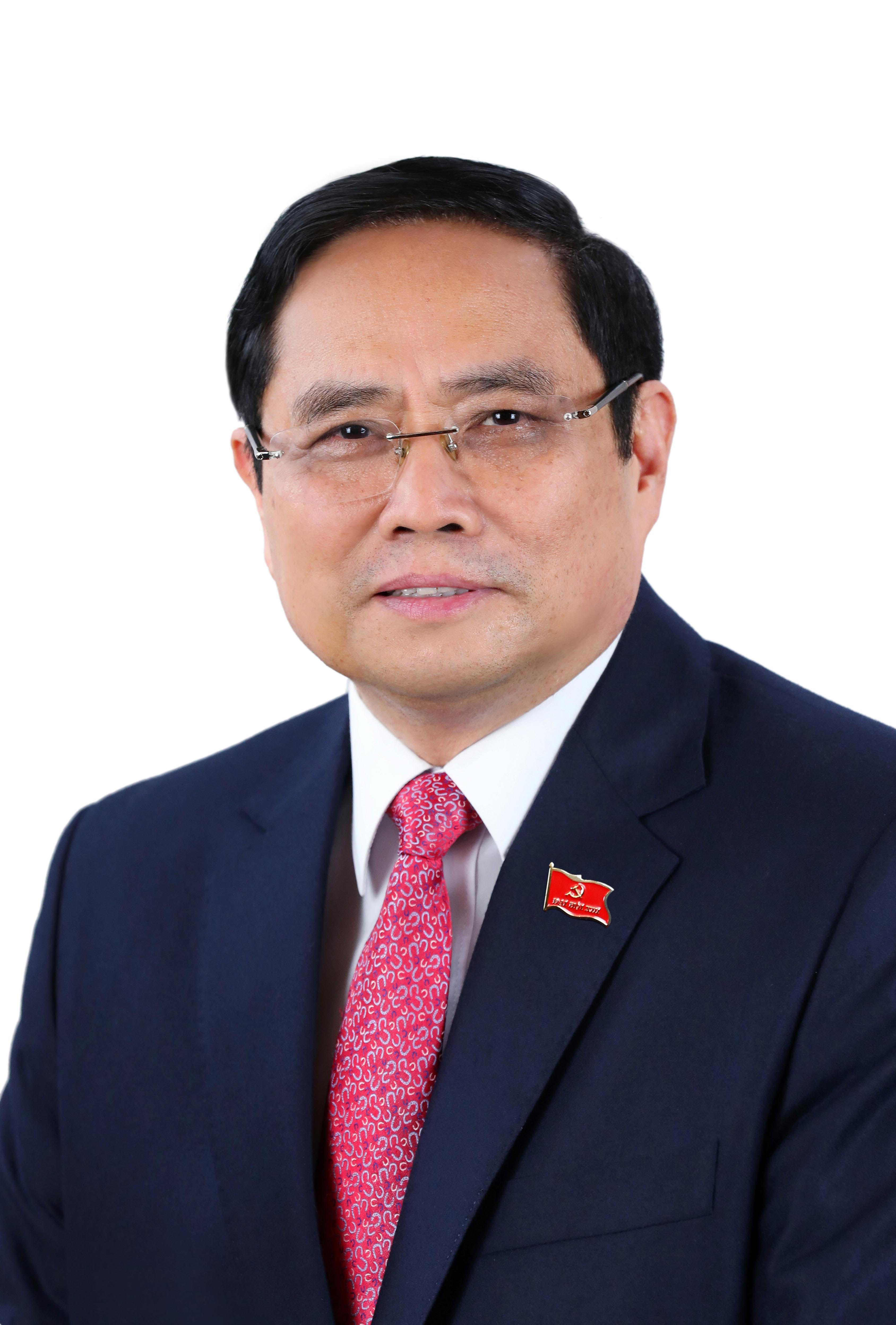
VNM Phạm Minh Chính, Primo ministro

- Australia
Anthony Albanese, 
Primo ministro
- Brasile
 Luiz Inácio Lula da Silva, Presidente
- Comore
 Azali Assoumani, 
Presidente
- Isole Cook
Mark Brown, 
Primo ministro
- Corea del Sud
Yoon Suk-yeol, 
Presidente
- India
Narendra Modi, 
Primo ministro
- Indonesia
Joko Widodo, 
Presidente
- Ucraina
Volodymyr Zelens'kyj, 
Presidente
- Vietnam
Phạm Minh Chính, 
Primo ministro

## Organizzazioni internazionali

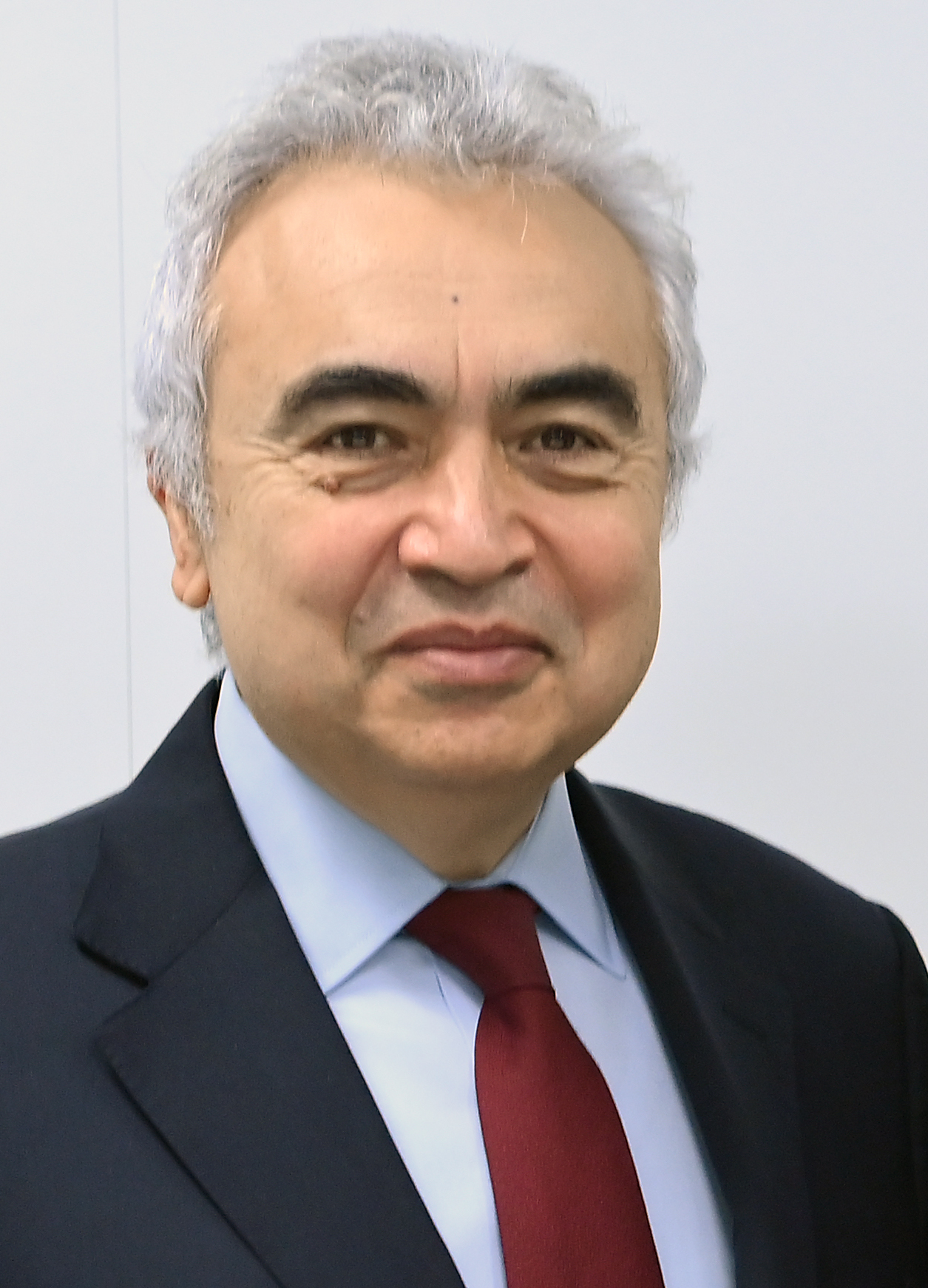
Agenzia internazionale dell'energia Fatih Birol, Direttore generale
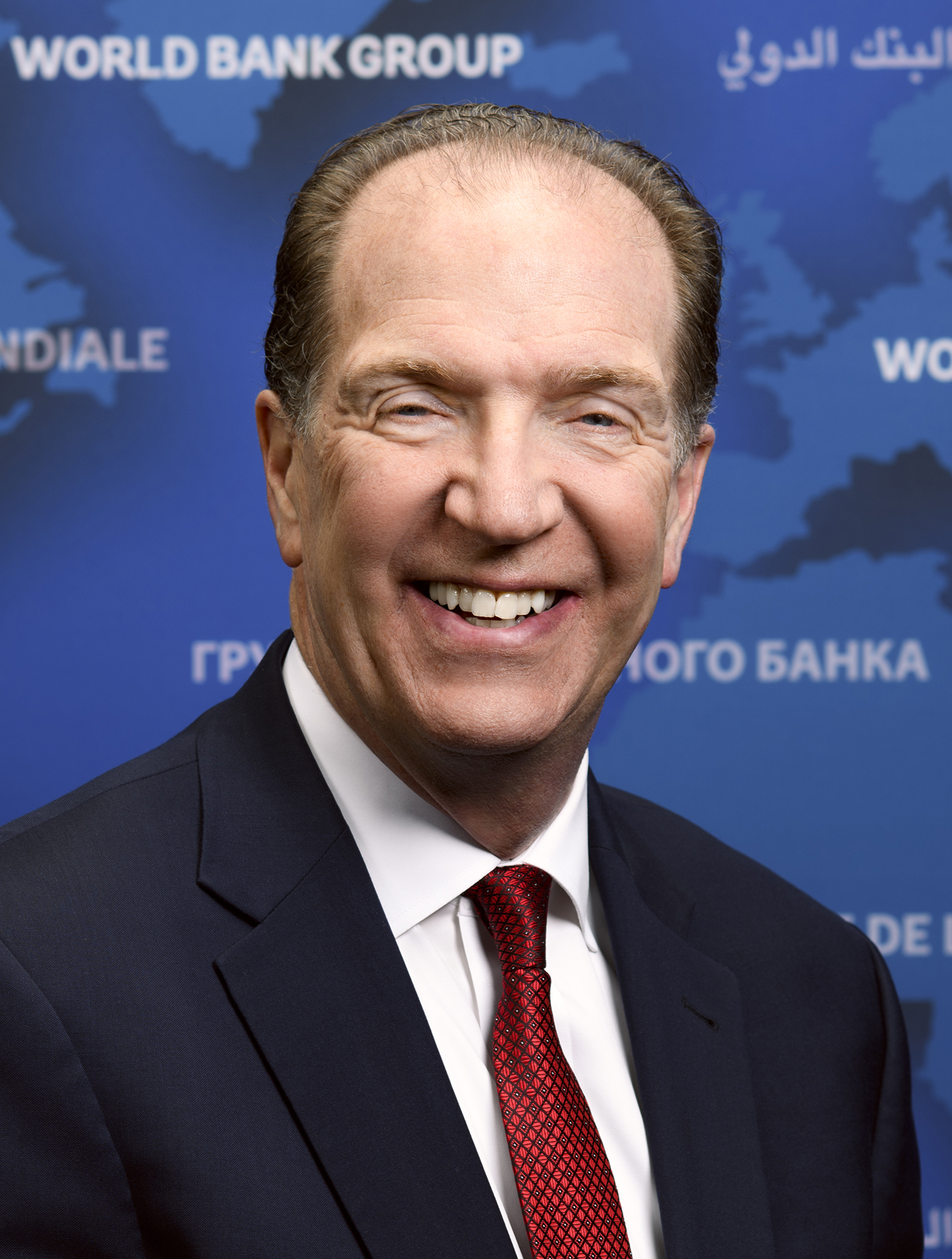
Banca Mondiale David Malpass, Presidente
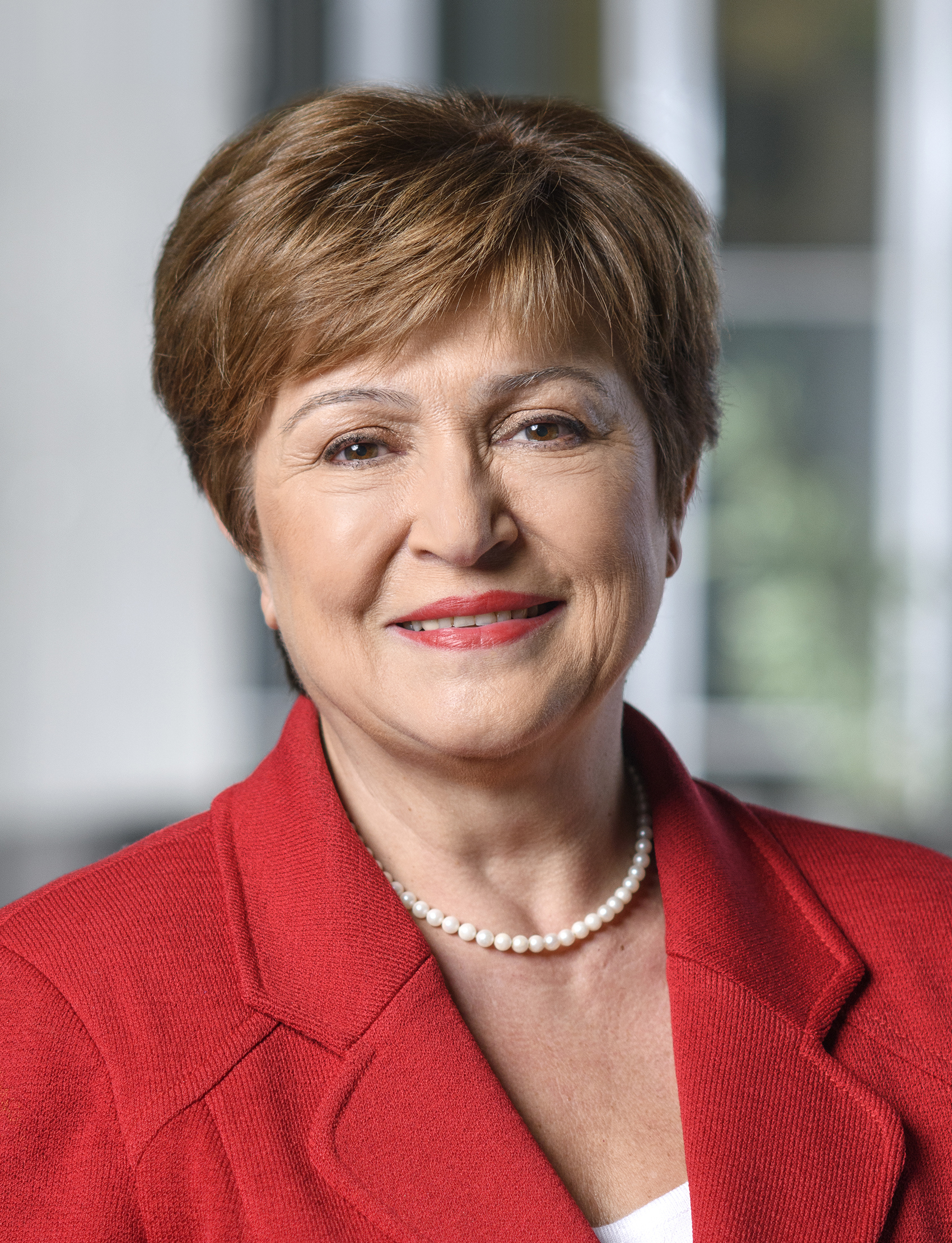
Fondo monetario internazionale Kristalina Georgieva, Direttore operativo
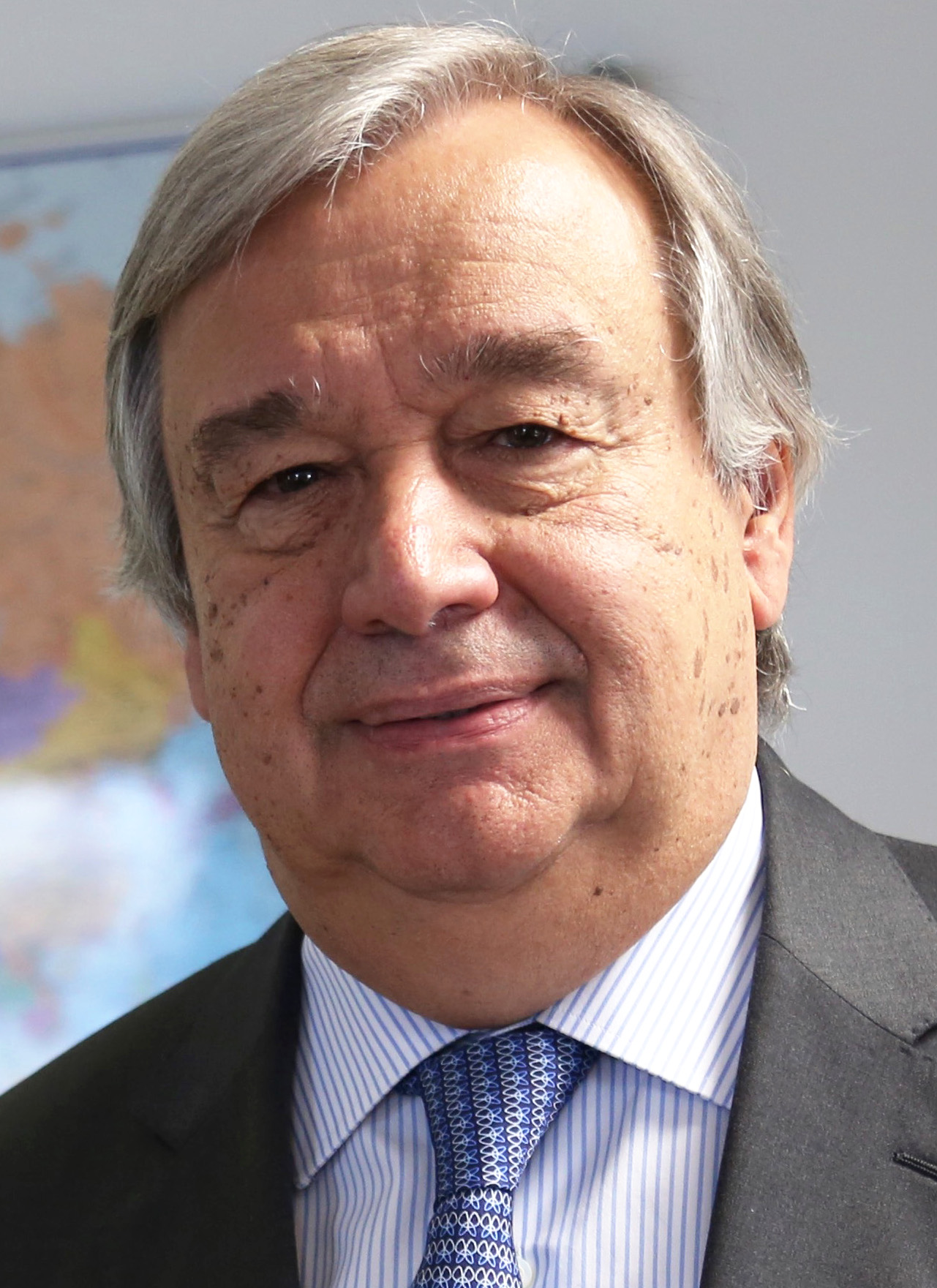
Nazioni Unite António Guterres, Segretario generale
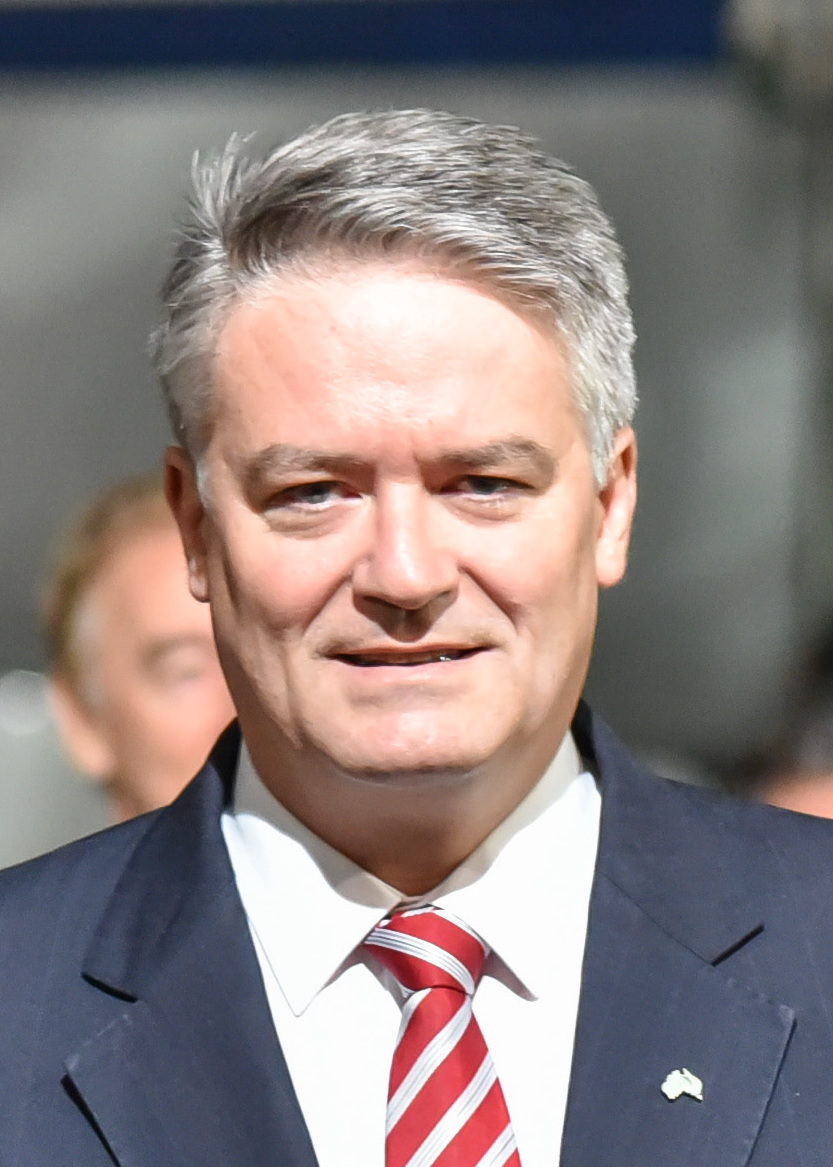
OCSE Mathias Cormann, Segretario generale
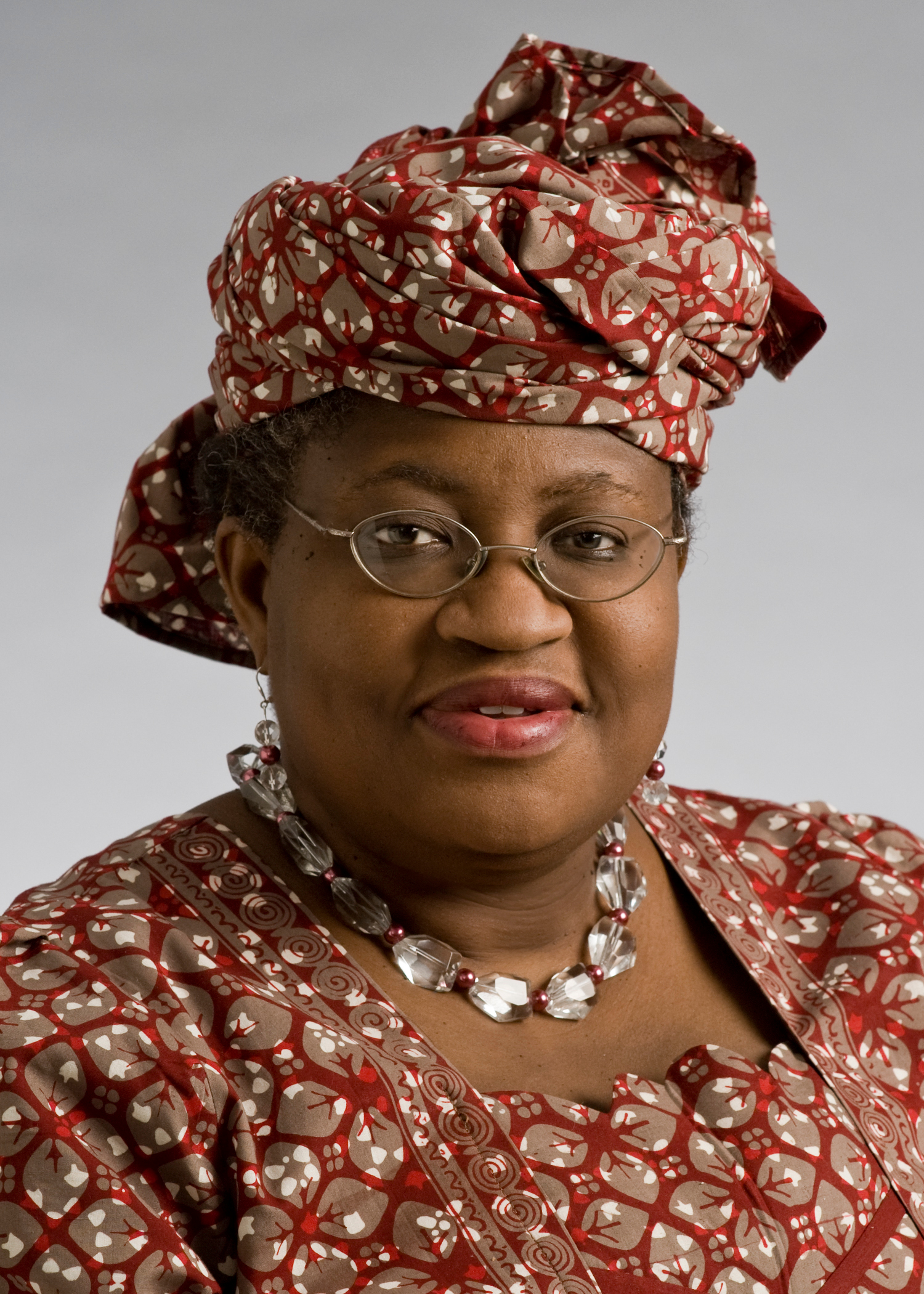
Organizzazione mondiale del commercio Ngozi Okonjo-Iweala, Direttrice generale
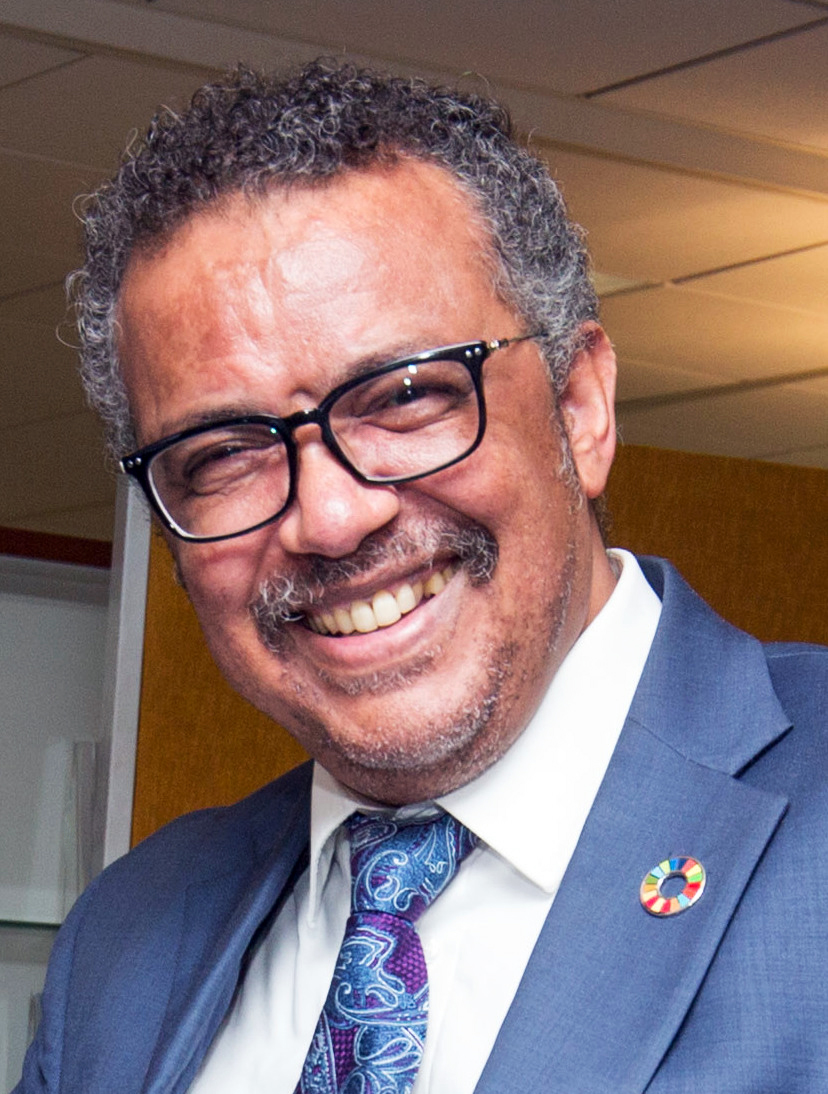
Organizzazione mondiale della sanità Tedros Adhanom, Direttore generale

## Agenda dei lavori
I punti all'ordine del giorno nei tre giorni del G7 2023:
19 maggio 2023
- 1ª sessione: Verso una comunità internazionale caratterizzata dalla cooperazione, non dalla divisione e dal confronto / Economia globale[1]
  - I leader del G7 hanno convenuto sull'importanza di stabilire due pilastri: sostenere l'ordine internazionale libero e aperto basato sullo "stato di diritto" e rafforzare il raggio d'azione con i partner internazionali oltre il G7.
  - Per quanto riguarda l'economia globale, i leader del G7 hanno convenuto sull'importanza di uno stretto coordinamento tra i paesi del G7 e sulla cooperazione con i partner internazionali per la transizione verso un'economia basata sull'energia pulita, la riduzione della dipendenza da paesi specifici e la creazione di catene di approvvigionamento affidabili.
  - Per quanto riguarda il digitale, i leader del G7 chiederanno ai ministri incaricati di discutere l'intelligenza artificiale generativa, denominato "processo AI di Hiroshima", e che riferiranno i risultati entro la fine del 2023.[2] Inoltre i leader del G7 hanno chiesto la formulazione di "barriere" sullo sviluppo dell'intelligenza artificiale.[3] Il Giappone ha chiesto la collaborazione del G7 per la rapida istituzione di un quadro internazionale basato su un accordo a livello ministeriale per realizzare il Data Free Flow with Trust (DFFT), un piano che vuole contrastare le iniziative di alcuni Paesi volte ad un controllo stretto e territoriale dei flussi di dati transfrontalieri.[4]
  - Per quanto riguarda il commercio, i leader del G7 hanno concordato sulla necessità di lavorare per mantenere e rafforzare il sistema di commercio libero ed equo, compresa la riforma dell'Organizzazione mondiale del commercio (WTO).
- 2ª sessione: Ucraina. È stata presentata la "Dichiarazione dei leader del G7 sull'Ucraina", che include questioni relative al controllo delle esportazioni.[5][6]
- 3ª sessione: Politica estera e di sicurezza[7]
  - Il presidente giapponese Kishida ha affermato che è essenziale mostrare la forte volontà del G7 di sostenere l'ordine internazionale libero e aperto basato sullo "stato di diritto".
  - I leader del G7 hanno ribadito che il G7 continuerà a collaborare strettamente per rispondere alle questioni relative alla Cina e alla Corea del Nord.
  - Per quanto riguarda il disarmo nucleare e la non proliferazione, è stato riaffermato l'impegno del G7 per un «mondo senza armi nucleari» ed è stata presentata la "Visione di Hiroshima sul disarmo nucleare".[8][9]

20 maggio 2023
- 4ª sessione: Rafforzare il coinvolgimento con i partner[10]
  - Il presidente Kishida ha affermato l'importanza di rafforzare l'impegno con i paesi emergenti e  in via di sviluppo, ovvero il sud globale, e di adottare un approccio per rispondere con attenzione alle varie esigenze che tali paesi devono affrontare.
  - Kishida ha dichiarato la sua speranza di sostenere il G20 su questioni internazionali come cibo, sviluppo e salute e di collegare l'esito del G7 alla cooperazione con il G20.
  - I leader del G7 hanno concordato i seguenti punti:
    - 1. condividere l'importanza dei principi della Carta delle Nazioni Unite e dello "stato di diritto" che la società internazionale dovrebbe sostenere con i partner internazionali;
    - 2. rispondere con attenzione alle varie esigenze dei paesi emergenti e in via di sviluppo in merito a sfide come la povertà, la trasformazione energetica e la finanza, mediante mezzi quali la creazione di catene del valore che consentano ai paesi in via di sviluppo di effettuare lavorazioni a livello locale, il sostegno attraverso il Partenariato per le infrastrutture e gli investimenti globali (Partnership for Global Infrastructure and Investment, PGII), gli sforzi per colmare il divario nel finanziamento dello sviluppo;[11]
    - 3. sostenere l'India nella presidenza del vertice del G20 del 2023 di Nuova Delhi.
- 5ª sessione: Resilienza economica e sicurezza economica
  - La sicurezza economica è stata discussa per la prima volta nell'agenda dei lavori.[12]
  - I leader del G7 hanno affermato che il G7 sarà unito nel rispondere alle seguenti questioni:
    - 1. migliorare la resilienza delle catene di approvvigionamento e delle infrastrutture critiche;
    - 2. rafforzare la nostra risposta del G7 alle politiche e pratiche non di mercato e alla coercizione economica;
    - 3. gestire in modo appropriato le tecnologie critiche ed emergenti.

  - I leader del G7 hanno anche discusso delle opportunità e delle sfide che l'Intelligenza artificiale comporta.
  - Al termine della sessione sono stati pubblicati: la "Dichiarazione dei leader del G7 sulla resilienza economica e la sicurezza economica"[13] e il "Piano d'azione del G7 per un'economia basata sull'energia pulita".[14]
- 6ª sessione: Lavorare insieme per affrontare numerose crisi[15]
  - Il presidente Kishida ha segnalato l'importanza di una risposta coordinata alle numerose crisi che il mondo sta affrontando.
  - Per quanto riguarda lo sviluppo, i partecipanti hanno ribadito che porteranno avanti i loro sforzi verso il raggiungimento degli obiettivi di sviluppo sostenibile e hanno espresso le loro aspettative per la promozione di investimenti concreti nell'ambito del Partenariato per le infrastrutture e gli investimenti globali (PGII) e di varie riforme tra cui quella delle banche multilaterali di sviluppo; hanno quindi convenuto sull'importanza del finanziamento dello sviluppo trasparente ed equo e sulla necessità di accelerare la risposta ai problemi del debito.
  - Per quanto riguarda il cibo, i partecipanti hanno condiviso l'opinione secondo cui è importante rispondere alla crisi alimentare immediata, stabilire una sicurezza alimentare resiliente e hanno concordato la "Dichiarazione d'azione di Hiroshima per una sicurezza alimentare globale resiliente".[16]
  - Per quanto riguarda la salute, il presidente Kishida ha segnalato l'importanza della governance a livello di leader e della definizione di norme internazionali per strutturare e rafforzare l'architettura sanitaria globale, nonché una prospettiva di "govenance morbida" come coordinamento leggero tra le organizzazioni esistenti; ha inoltre illustrato il lancio del Partenariato per la fornitura di contromisure mediche per un accesso equo sulla base dei principi enunciati nella "Visione del G7 per un equo accesso alle contromisure mediche"[17] e ha invitato i partecipanti a cooperare con il partenariato. I leader del G7 hanno confermato che continueranno a portare avanti gli sforzi verso gli obiettivi stabiliti, compresa l'assistenza sanitaria universale.
  - Per quanto riguarda le problematiche di genere, Kishida ha sottolineato l'importanza di coordinare sostanzialmente diversi sforzi, e i paesi e le organizzazioni partecipanti hanno dato il loro assenso all'idea.
- 7ª sessione: Sforzo comune per un pianeta resiliente e sostenibile[18]
  - Il presidente Kishida ha segnalato l'importanza di discutere le questioni globali del cambiamento climatico, dell'energia e dell'ambiente in modo integrato.
  - Per quanto riguarda il cambiamento climatico e l'energia:
    - 1. i partecipanti hanno confermato la necessità di affrontare in modo globale le sfide come il cambiamento climatico, la biodiversità, l'inquinamento e altro;
    - 2. i partecipanti hanno confermato che è anche necessario lavorare insieme poiché la risposta alla crisi climatica è un compito urgente per tutto il mondo;
    - 3. i partecipanti hanno condiviso l'importanza di perseguire l'obiettivo comune dello zero netto in vari percorsi che introducano al massimo l'utilizzo di energie rinnovabili e tecnologie di risparmio energetico in conformità con la situazione di ciascun paese al fine di non ostacolare la crescita economica, con la comprensione della sicurezza energetica, della crisi climatica e dei rischi geopolitici in modo integrato;
    - 4. i partecipanti hanno condiviso la necessità di migliorare la resilienza della catena di approvvigionamento dei dispositivi a energia pulita e delle materie prime critiche vitali per la transizione verso l'energia pulita;
    - 5. i partecipanti hanno convenuto l'imporanza dei finanziamenti per il clima a favore dei paesi o delle persone vulnerabili ai cambiamenti climatici.

  - Per quanto riguarda l'ambiente, i partecipanti hanno ribadito che rafforzeranno la cooperazione per promuovere sforzi concreti per affrontare l'inquinamento da plastica, proteggere la biodiversità, proteggere le foreste e affrontare l'inquinamento dei mari.
  - Sulla base delle intese condivise, Kishida ha dichiarato che vorrebbe implementare la discussione odierna per ulteriori azioni in varie occasioni, come la COP 28.

21 maggio 2023
- 8ª sessione: Ucraina. I leader del G7 hanno ribadito la loro determinazione a riportare la pace in Ucraina e a sostenere l'ordine internazionale libero e aperto basato sullo "stato di diritto".[19][20]
- 9ª sessione: Verso un mondo pacifico, stabile e prospero.[21]
  - Il presidente Kishida ha sottolineato che qualsiasi tentativo unilaterale di cambiare lo status quo con la forza è inaccettabile in qualsiasi parte del mondo e ha fatto appello con forza alla necessità di porre fine all'aggressione della Russia contro l'Ucraina il prima possibile e sostenere l'ordine internazionale libero e aperto basato sullo "stato di diritto".
  - Per quanto riguarda la situazione in Ucraina, i partecipanti hanno espresso grave preoccupazione per la sofferenza umana e l'impatto negativo sull'economia globale, compresa l'insicurezza energetica e alimentare.
  - I partecipanti hanno condiviso il riconoscimento di quattro punti importanti:
    - 1. tutti i paesi dovrebbero aderire ai principi della Carta delle Nazioni Unite, compreso il rispetto della sovranità e dell'integrità territoriale;
    - 2. il confronto dovrebbe essere risolto attraverso il dialogo e sostenere una pace giusta e duratura che si basi sul rispetto del diritto internazionale e dei principi della Carta delle Nazioni Unite;
    - 3. qualsiasi tentativo unilaterale di modificare lo status quo con la forza è inaccettabile;
    - 4. sforzarsi di sostenere l'ordine internazionale libero e aperto basato sullo "stato di diritto". (Alcuni leader hanno anche sottolineato la necessità di uno sforzo realistico verso un "mondo senza armi nucleari", nonché la necessità di riformare le Nazioni Unite, compreso il Consiglio di sicurezza).

  - I partecipanti hanno ribadito di continuare il dialogo e affrontare le sfide per la pace e la stabilità.